# Mercenari (pel·lícula de 1961)
Mercenari (Yojimbo, 用心棒) és una pel·lícula japonesa dirigida per Akira Kurosawa, estrenada el 1961, amb Toshiro Mifune i Tatsuya Nakadai en els papers principals. La seva seqüela és Sanjuro de l'any 1962 i la pel·lícula fou refeta inoficialment per Sergio Leone amb Per un grapat de dòlars, cosa que portà a una denúncia per part de Toho. Ha estat doblada al català.

## Argument[3]
Japó, Segle XIX. Un samurai errant s'atura en un poble terroritzat per dos clans rivals. Unint-se de manera successiva a l'un i a l'altre, precipitarà la seva caiguda i salvarà els vilatans del seu jou.

## Repartiment
- Toshirō Mifune: Sanjuro Kuwabatake
- Tatsuya Nakadai: Unosuke
- Yōko Tsukasa: Nui
- Isuzu Yamada: Orin
- Daisuke Katô: Inokich
- Seizaburô Kawazu: Seibei
- Takashi Shimura: Tokuemon
- Hiroshi Tachikawa: Yoichiro
- Yosuke Natsuki: el fill de Kohei

## Al voltant de la pel·lícula
El mateix Kurosawa va declarar que una de les principals fonts del guió va ser el clàssic del cinema negre  The Glass Key  (1942), una adaptació de la novel·la homònima escrita el 1931 per Dashiell Hammett. En particular, l'escena on l'heroi és capturat, torturat i acaba per escapar-se és copiada gairebé pla per pla a The Glass Key.
No obstant això, el guió és molt més a prop d'una altra novel·la de Dashiell Hammet, La Collita vermella (1929). L'especialista de Kurosawa David Desser i el crític Manny Farber, entre d'altres, afirmen categòricament que La collita vermella ha inspirat la pel·lícula; d'altres, com Donald Richie, pensen que les semblances són degudes a coïncidències.
El solitari taciturn i els vilatans sense defensa recorden Shichinin no Samurai ja dirigida per Kurosawa el 1954.

Segons el crític Jean Douchet, 
| « | Sota la forma d'un western, dissimula una obra nipona de sèrie negra. | » |

## Remakes
Un remake italià va ser digirit en forma d'espagueti western. Es tracta de Per un grapat de dòlars de Sergio Leone amb Clint Eastwood i Gian Maria Volontè, el 1964. (Una altra pel·lícula de Kurosawa ja havia donat lloc a un remake en forma de western: Shichinin no Samurai, de 1954, havia estat adaptat per John Sturges el 1960 amb el títol de Els set magnífics.)
Un remake hollywoodienc va ser igualment dirigit, sobre el fons de la prohibició aquesta vegada. Es tracta de L'últim home de Walter Hill, amb Bruce Willis i Christopher Walken, de 1996.

## Homenatges i picades d'ull
- A la pel·lícula  Bodyguard  de Mick Jackson, Kevin Costner, també guàrdia, mira la pel·lícula. Té d'altra banda un katana.
- La pel·lícula és un dels tres orígens possibles per a la invocació Yojimbo de la sèrie de videojocs  Final Fantasy .
- En el joc Tenchu: La Còlera Divina estrenada sobre playstation 2, el personatge de Tajima és directament inspirat d'Unosuke, igual actitud, mateixa mantinguda vestimentaire, igual passió per les armes de foc.

## Premis i nominacions

### Premis
- 1961: Copa Volpi per la millor interpretació masculina per Toshirô Mifune

### Nominacions
- 1961: Lleó d'Or
- 1962: Oscar al millor vestuari (blanc i negre) per Yoshirô Muraki